# Ma'an News Agency
La Ma'an News Agency (MNA; en àrab, وكالة معا الإخبارية) és una agència de notícies per cable creada el 2005 a Palestina. Forma part de la Ma'an Network, una organització no governamental de mitjans de comunicació, creada el 2002 en els territoris ocupats palestins, per periodistes independents de Cisjordània i la Franja de Gaza. Té acords de col·laboració amb vuit canals de televisió i dotze ràdios locals. L'agencia publica notícies vint-i-quatre hores al dia en àrab, hebreu i anglès, i afirma ser un dels serveis més importants de notícies a Palestina, amb més de tres milions de visites al mes. La Ma'an News Agency també publica articles narratius, d'anàlisi i d'opinió. La seu de l'agència es troba a Betlem i té una oficina a Gaza.